# Palazzo Papafava dei Carraresi
Palazzo Papafava dei Carraresi, già Palazzo Trento, è un palazzo di Padova, sito nel centro storico della città.

## Storia
Il palazzo, la cui costruzione durò più di mezzo decennio, venne eretto nel 1761 per volere del conte Giambattista Trento con progetto di Giovan Battista Novello (1715-1799) in forme barocche.
Nella primavera del 1804 morì il conte Decio Trento, e i suoi due nipoti Francesco (1782-1848) e Alessandro (1784-1862) Papafava dei Carraresi ebbero l'idea di acquistare il palazzo. L'acquisizione fu complicata a causa di un malinteso: il palazzo era stato venduto ai conti Antonio e Nicolò Vigodarzere; ma nel 1806 i Papafava, durante un viaggio a Padova, riuscirono a trovare un accordo con i Vigodarzere e trasferendo la proprietà di palazzo Trento a loro.
Fin da subito i due fratelli prendono contatto con l'architetto Gian Antonio Selva per avere consigli sulla ristrutturazione, che viene successivamente realizzata personalmente da Alessandro. I lavori di ristrutturazione dell'ala meridionale che iniziarono nel Dicembre del 1806 implicavano numerose demolizioni e riadattamenti, e vennero conclusi alla fine del 1808.
Nel novembre del 1817 Francesco Papafava si sposa con la nobildonna romana Luisa Boncompagni Ottoboni dei duchi di Fiano, e nella primavera del 1818 la coppia si trasferisce a Padova nell'appartamento nell'ala meridionale del piano nobile, appositamente decorato e arredato su progetto dello stesso Alessandro.
Nel corso del primo conflitto mondiale il palazzo, dove la famiglia dei nobili Papafava trascorse tutti gli anni della guerra, divenne punto d'incontro per militari, personaggi politici e figure di spicco culturale, e si prestò a essere osservatorio privilegiato della guerra e luogo di sosta o di passaggio di tutti coloro che transitavano per Padova da o per il fronte. Padova, nonostante fosse arretrata rispetto alla linea del fronte, risulta infatti essere un importante centro politico e snodo ferroviario. 
Già dal 1915 la nobildonna Maria Meniconi Bracceschi, vedova del conte Francesco Papafava dei Carraresi (1864-1912) allestisce e dirige il "laboratorio Papafava" nel salone da ballo del palazzo, dove raduna decine di donne volontarie dedite al confezionamento delle divise per i combattenti, da cui escono più di 30.000 indumenti. 
Dopo la disfatta di Caporetto, la famiglia sottoscrive circa 2 milioni di lire come prestito al debito pubblico.
Nel 1917 il palazzo ospita la missione militare francese presso il comando dell'esercito francese, e risulta così completamente inglobato nelle retrovie del fronte.
Abbiamo dimostrazione dell'influenza che la famiglia aveva sulla popolazione grazie a un appunto del colonnello Angelo Gatti che in data 11 Novembre 1917 scrive che il generale Felice D'Alessandro, comandante generale dell'artiglieria, riuscì quasi a convincere la famiglia Papafava a "sgombrare ad ogni costo": una volta diffusa la notizia dell'imminente partenza della famiglia, i padovani cominciano a temere gravi avvenimenti. La famiglia decise perciò di rimanere in città per contribuire al quieto vivere cittadino, operando assistenzialmente sia a livello militare che civile-sanitario. Grazie all'impegno dimostrato la contessa Maria Papafava dei Carraresi ottenne la croce di guerra al merito.
Ai tempi dell'ultimo conflitto mondiale il palazzo fu sede del rettorato dell'Università di Padova (vi alloggiò per un periodo anche il rettore Concetto Marchesi, il quale vi istituì il Comitato di liberazione nazionale regionale Veneto). Con la nascita della Repubblica Sociale Italiana il palazzo venne requisito e al suo interno vi fu ubicato il Ministero della Cultura popolare.
Il pregevole giardino del Palazzo è citato nel libro "Viaggio in Italia" di Guido Piovene.

## Descrizione
Il palazzo è di notevole mole e dal prospetto classicista, situato in un lotto angolare posto tra Via Marsala, Via Barbarigo e Via Papafava. L'impostazione degli spazi interni è inusuale per l'area veneta: le stanze si organizzano a partire da un grande atrio d'accesso con colonne doriche su cui si apre uno scalone in stile juvarriano, affrescato da Francesco Zugno. Tale configurazione sarà ripresa, qualche anno più tardi, nel Palazzo Maldura.
La volumetria della residenza viene scandita da due corti, tra le quali si inserisce il corpo di fabbrica ospitante il salone di rappresentanza. L'ala Ovest ospita al piano nobile gli appartamenti neoclassici progettati da Alessandro Papafava, mentre ad Est si trova l'area barocca con il grande salone affrescato. A Sud dell'edificio si apre il vasto giardino inglese.

### Facciata
La forma del costruito si adatta in pianta al lotto irregolare, creando una forma trapezoidale e ponendo l'attuale via Marsala come asse di sviluppo principale longitudinale, individuando lì la facciata d'ingresso.

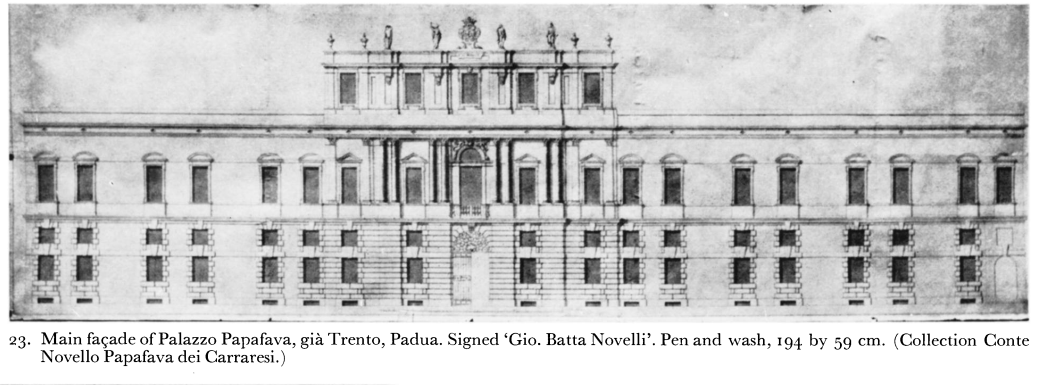
Facciata principale Palazzo Papafava, disegno del progettista Giovan Battista Novello

Divisa in tre fasce in corrispondenza dei vari piani e scandita quasi simmetricamente dal portone d'ingresso, la facciata doveva essere di diciannove campate, solo cinque delle quali, quelle centrali, dovevano essere arricchite di decorazioni architettoniche.
Tuttavia l'esterno venne lasciato incompleto nel 1763.
La facciata viene pensata al livello inferiore in bugnato liscio con un frontespizio posto al di sopra di semipilastri, i quali scandiscono l'andamento delle aperture incorniciate che compaiono doppie sull'asse verticale.
In corrispondenza del piano nobile il bugnato sparisce, e i semipilastri si affusolano ciascuno in due eleganti semicolonne binate corinzie nelle campate centrali, mentre quelle più esterne sono decorate con paraste sempre di ordine corinzio, e questi elementi architettonici scandiscono anch'essi l'andamento delle finestre, le quali appaiono incorniciate e decorate con timpani triangolari che diventano centinati alle estremità del prospetto. Sempre al primo piano si ha in corrispondenza del portone d'ingresso sottostante un piccolo balcone con una portafinestra centinata. Il terzo livello in altezza, corrispondente alla parte superiore del salone, si sviluppa solo per le cinque campate centrali, e qui nuovamente le colonne binate diventano due semipilastri semplificati decorati da mensole che si sostituiscono alle doppie colonne sottostanti.
Sul lato dell'ingresso principale si apre il severo atrio dorico colonnato, realizzato attraverso l'utilizzo ritmico della pietra grigia.

### Scalone
Dall'atrio si accede al monumentale scalone barocco affrescato che permette di raggiungere il piano nobile, il quale è posto trasversalmente rispetto alla facciata d'ingresso e si sviluppa lungo l'asse Sud-Est. Qui Francesco Zugno realizzò un affresco a contorno mistilineo sulla parte centrale del soffitto, raffigurante Il carro del Sole con Zefiro e Flora, mentre la Notte precipita.
Al primo piano, a sinistra dello scalone, dopo un secondo piccolo atrio, si trovano gli appartamenti neoclassici ottocenteschi, mentre a sinistra dello stesso si sviluppa l'area più barocca, con il salone affrescato.

### Salone
Il salone principale progettato da Giambattista Novello, di forma ovale e voltato, si eleva su due piani d'altezza, occupando tutta la larghezza dell'edificio tra via Marsala e il cortile interno, ed è magnificamente decorato nella sua interezza. La parte perimetrale del soffitto si incardina su un sistema di vele raccordate alle pareti, nella cui parte superiore si aprono tre finestre su ciascun lato maggiore. Sul lato opposto all'ingresso si apre un piccolo vano, simmetrico rispetto all'atrio, a cui si accede attraverso due coppie di colonne.

#### Affreschi del salone
Sulla volta affrescata da Zugno si apre un'affollata scena ambientata nello spazio celeste, dove i vari personaggi, tra cui le personificazioni delle stagioni, protagoniste della scena, si collocano tra le nubi. Partendo dal basso l'allegoria dell'Estate, vestita in giallo, impugna un falcetto, mentre invece sulla destra è raffigurato l'Autunno come una donna in veste rosa, la quale alza un ramo di vite. Sopra di questa si vede in lontananza la personificazione dell'Inverno , rappresentato come una vecchia ammantata intenta a riscaldarsi al calore di un braciere, contrapposta invece alla Primavera centrale, fanciulla adornata di fiori.
La sala è inoltre ricca di affreschi a trompe-l'œil che simulano delle finte finestre affollate di personaggi e scorci prospettici.

### Appartamento neoclassico
L'ala occidentale del primo piano fu riprogettata personalmente da Alessandro Papafava in occasione delle nozze di Francesco con la nobile Luisa Boncompagni del 1817, in modo che la ragazza potesse trovare al suo arrivo a Padova un appartamento degno e alla moda. Il conte quindi operò al rinnovamento di cinque stanze quasi identiche, tutte poste in sequenza e di forma quadrangolare. Le prime due sale create rispettavano la precedente struttura muraria, avevano funzione di ricevimento ed erano un'anticamera rettangolare e un salotto semicircolare; in corrispondenza dell'angolo dell'edificio invece Alessandro operò uno sconvolgimento dell'assetto murario in modo da ricavare un'elegante camera da letto.
La prima stanza che si trova entrando nell'ala neoclassica è la stanza di collegamento tra l'atrio e il salotto, dove viene realizzato un ciclo di bassorilievi creati da Rinaldo Rinaldi, Luigi Zandomeneghi e Bartolomeo Ferrari che narrano alcuni episodi dell'Odissea: Penelope che impone al cantore Fermio di tacere le lodi di Ulisse, La mestizia di Penelope nell'atto che sta per consegnare ai Proci l'arco di Ulisse onde provare nel certame proposto il meritevole di sua mano, Ulisse riconosciuto dalla nutrice Euriclea nell'atto di lavargli i piedi, Calipso che dà permissione ad Ulisse di tornare alla patria e Ulisse naufrago che si presenta a Nausicaa. Da qui si nota come il protagonista nei bassorilievi non sia Ulisse, bensì la donna, o meglio le donne che servono ad esemplificare le doti che la sposa ideale deve avere: l'assoluta fedeltà al suo sposo, la sintesi di bellezza, regalità, pudore e astuzia, la custodia fedele della casa, esemplificare il piacere dell'uomo, la purezza. Il soffitto di questa stanza è arricchito da cassettoni ortogonali contenuti da un cavetto.
Successivamente viene pensato e concretizzato il salotto privato semicircolare per l'accoglienza degli ospiti. Rinaldi realizza un camino in marmo alle cui estremità vengono posizionati due busti raffiguranti il Dio del Sole, Apollo, e la Dea della Notte, Diana, che rappresentano l'alternarsi del giorno e della notte, del buio e della luce. Il fregio del caminetto è semplice e creato con grifoni accoppiati. Nella stanza di ricevimento vengono inoltre realizzati due affreschi a fianco al camino: a sinistra Ettore che innanzi ad Elena incita Paride a più virili imprese e a destra Diomede pregato da Nestore d'abbandonare la pugna, mentre Giove scaglia fulmini sui greci. Questi due episodi evidenziano un contrasto tra l'interno e l'esterno: da un lato un gineceo e dall'altro un campo di battaglia, un episodio di luce e uno di ombra. Questi due dipinti vogliono veicolare un messaggio: nel primo è protagonista il conflitto tra il piacere e il dovere, mentre nel secondo lo è la virtù della vigilanza nell'affrontare le diverse situazioni che la sorte fa incontrare. Il soffitto del salotto è piatto e decorato con cassettoni ottagonali intrecciati con un motivo a stella a quattro punte.

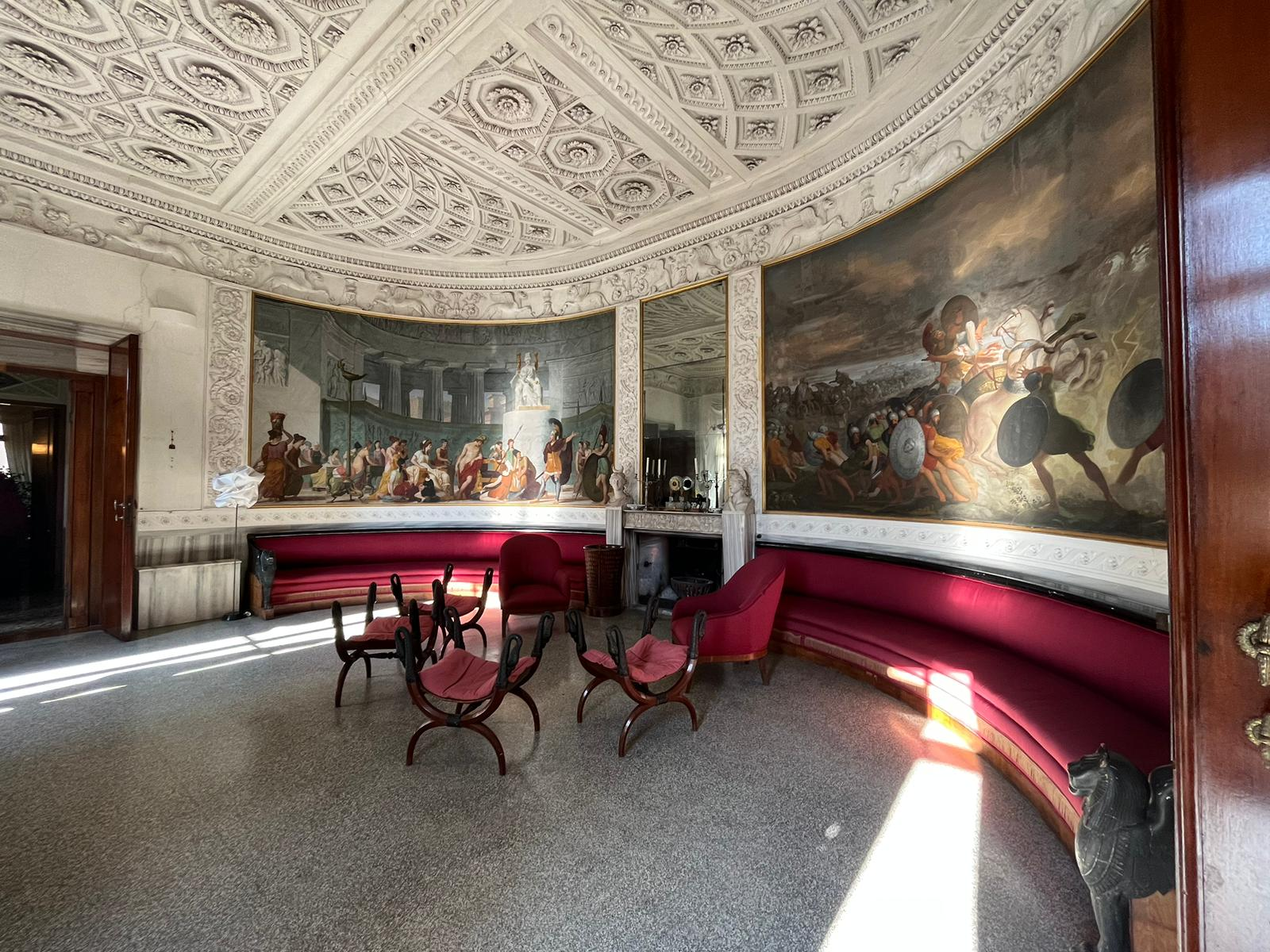
Padova, neoclassical apartment in Palazzo Trento's neoclassical area, living room designed by Alessandro Papafava

Oltre il salotto è presente un'anticamera della camera da letto voltata ad ogiva e decorata con un incrocio di cassettoni triangolari, romboidali ed esagonali; quest'ultimi hanno al loro interno raffigurate delle vignette.

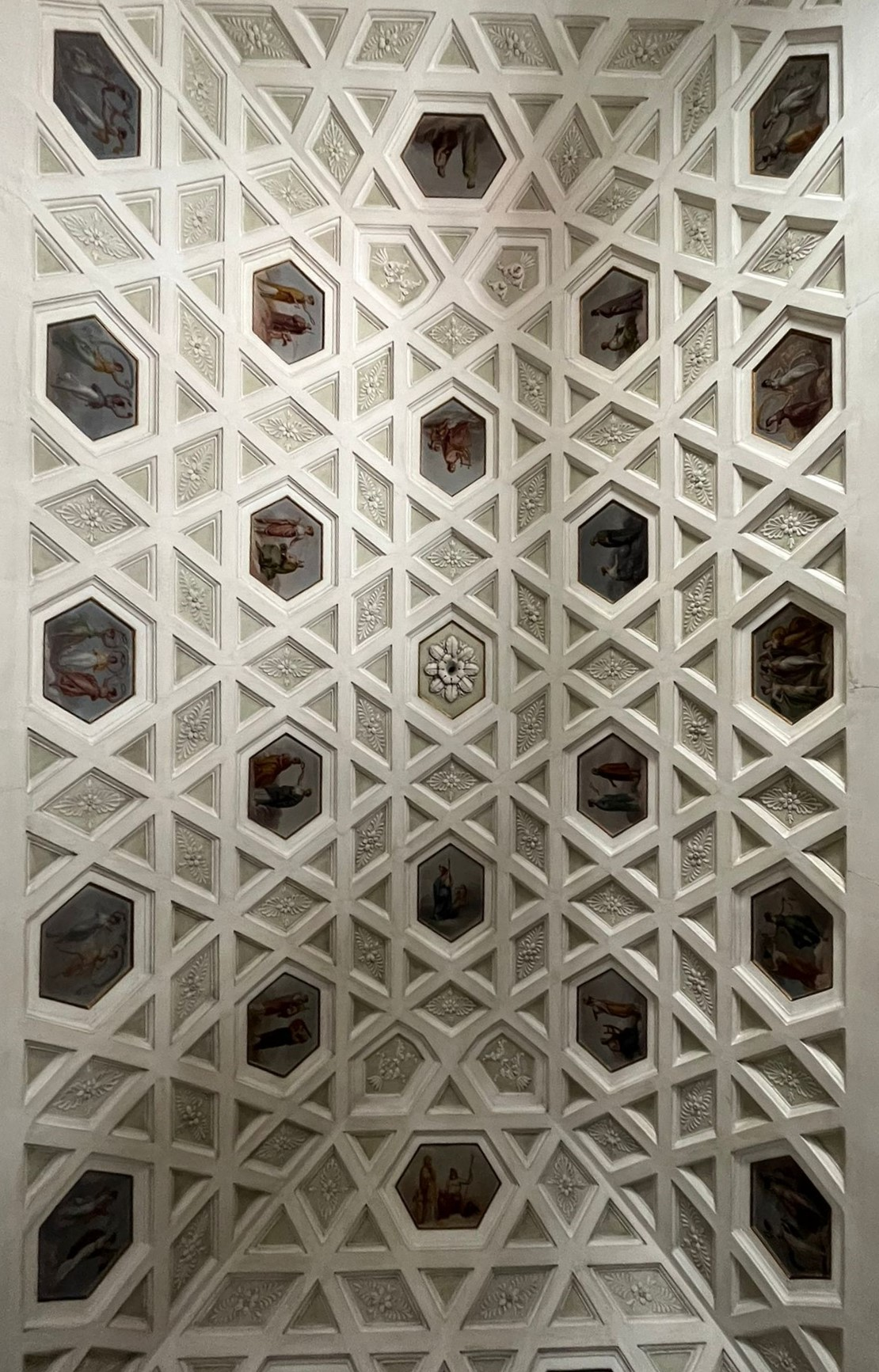
Soffitto dell'anticamera da letto

La camera da letto, per essere lussuosa, viene pensata con un'alcova dietro una fila di colonne e due spogliatoi (uno rettangolare e uno circolare); inoltre viene ricavato dal negativo dell'alcova un bagno semicircolare con annessa una vasca da bagno in marmo. Il soffitto è formato da una volta decorata con cassettoni esagonali non molto pronunciati, che poggia sopra la trabeazione unica che circonda tutta la stanza.
Viene inoltre realizzato un "salottino di Canova", in onore dell'omonimo scultore. Qui l'intera volta viene dedicata alla raffigurazione di divinità, ninfe, muse e danzatrici. Sulle sovrapporte vengono realizzati due omaggi diretti a Canova: nella sala dell'Iliade, Pittura e Scultura celebrano lo scultore ritratto in un busto, mentre sulla porta della camera da letto l'Architettura rende omaggio al tempio di Possagno.
Il successivo "tinello" ha come tema del ciclo di affreschi il Giorno. Nell'ovale viene realizzato un dipinto di Apollo alla guida di un cocchio trainato da quattro cavalli raffiguranti la quattro ore del giorno; queste sono raffigurate come delle fanciulle, così da caratterizzare le parti della giornata che rappresentano: la mattina è pallida e serena, il pomeriggio è colorato ed emana calore, il tramonto è mosso e laborioso e la mezzanotte è assonnata. L'ovale è contornato da un fregio monocromo che rappresenta i segni zodiacali, mentre agli angoli sono presenti quattro figure che rappresentano i quattro punti cardinali. Nella fascia superiore delle pareti sono presenti le nove muse, Mnemosine e le quattro stagioni in monocromo; sei pianeti sono colorati e rappresentano le doti necessarie all'uomo per gestire le sue attività: agricoltura, caccia e pastorizia, rappresentate in tre scene mitologiche sulle pareti: Crede e Trittolemo, Atalanta e Meleagro e Pan sonante la zampogna per le ninfe.

### Esterno

#### Giardino
Viene organizzato anche un giardino all'inglese disegnato da Giuseppe Jappelli,  inquadrato su un lato breve da una villa settecentesca (un'ala interna del palazzo) e sull'altro da un muro che divide il giardino da Via dei Papafava. 
Il giardino venne progettato per l'uso di Faustina Papafava, zia dei due fratelli Alessandro e Francesco Papafava, che vollero riorganizzare l'area verde precedente: traccia di ciò la si può trovare in una lettera spedita da Parigi da Francesco, datata 12 novembre 1809, in cui allegò uno schizzo del suo progetto. I lavori ebbero inizio non appena fu ultimata l’ala a due piani.  L’obiettivo era introdurre un giardino all'inglese, aggiungendo un boschetto nel lato meridionale intervallato da dei sentieri articolati e sinuosi. Il progetto divenne sempre più ardito fino ad aggiungere prati aperti ed una collinetta artificiale coperta di alberi e collegata ad una grotta, laddove prima sorgevano degli edifici che separavano il giardino di Ca’Trento dall’oratorio.
La collinetta fungeva da spartiacque, ponendo da un lato il giardino ben curato adiacente all’ala residenziale, e dall’altro una zona dall'aspetto più naturale e "selvaggio".
Il sentiero che passava sopra la grotta dava, inoltre, accesso ad una costruzione che sarebbe stata in seguito ristrutturata per essere utilizzata per i pranzi e dotato di cucina al piano inferiore.
 
Accanto al pozzo della residenza si erge ancora un maestoso platano ultracentenario.

#### Cappella
Adiacente al giardino è presente la facciata in stile barocco della cappella di Santa Maria dei Colombini, che successivamente diventa la cappella di famiglia dei Papafava. Questa è formata da un'aula stretta con tetto a capanna, che si allunga su un tratto del bordo del giardino. Le pareti perimetrali sono decorate con quattro lunettoni con storie miracolose di Sant'Antonio, realizzati da Domenico Zanella nel Settecento.

## Canova al Palazzo Papafava
Simultaneamente alla progettazione dell'area neoclassica, Alessandro Papafava aveva previsto il trasferimento da Roma di cinque grandi calchi in gesso: due statue di età classica (Gladiatore Borghese e Apollo del Belvedere) e tre opere di Canova (Perseo trionfante, Creugante, Ebe). 
Per l'occasione Alessandro progetta lui stesso una modifica del salone, rendendolo adatto a ospitare le statue, modificandolo rispettosamente: vengono chiuse le quattro porte poste agli angoli della sala in modo da creare altrettanti absidi semicircolari, aprendone un quinto sul muro est per ospitare la scultura di Ebe.. La precedente sala da ballo settecentesca viene trasformata in una sala "didattica" dal gusto neoclassico, che confronta antico e moderno: il Creugante canoviano viene affiancato dal suo corrispondente antico, il Gladiatore Borghese, come lo sono il Perseo Trionfante e l'Apollo del Belvedere.
Le statue sono ancora collocate nella loro posizione originale.